# Antonio Munsuri Sainz
Antonio Munsuri Sainz (Valle de Karrantza, 1853 - Madrid, 1901), comerciante y político de la corte de Madrid, miembro fundador y directivo del  Centro de Instrucción Comercial de Madrid. Concejal del Ayuntamiento de Madrid.

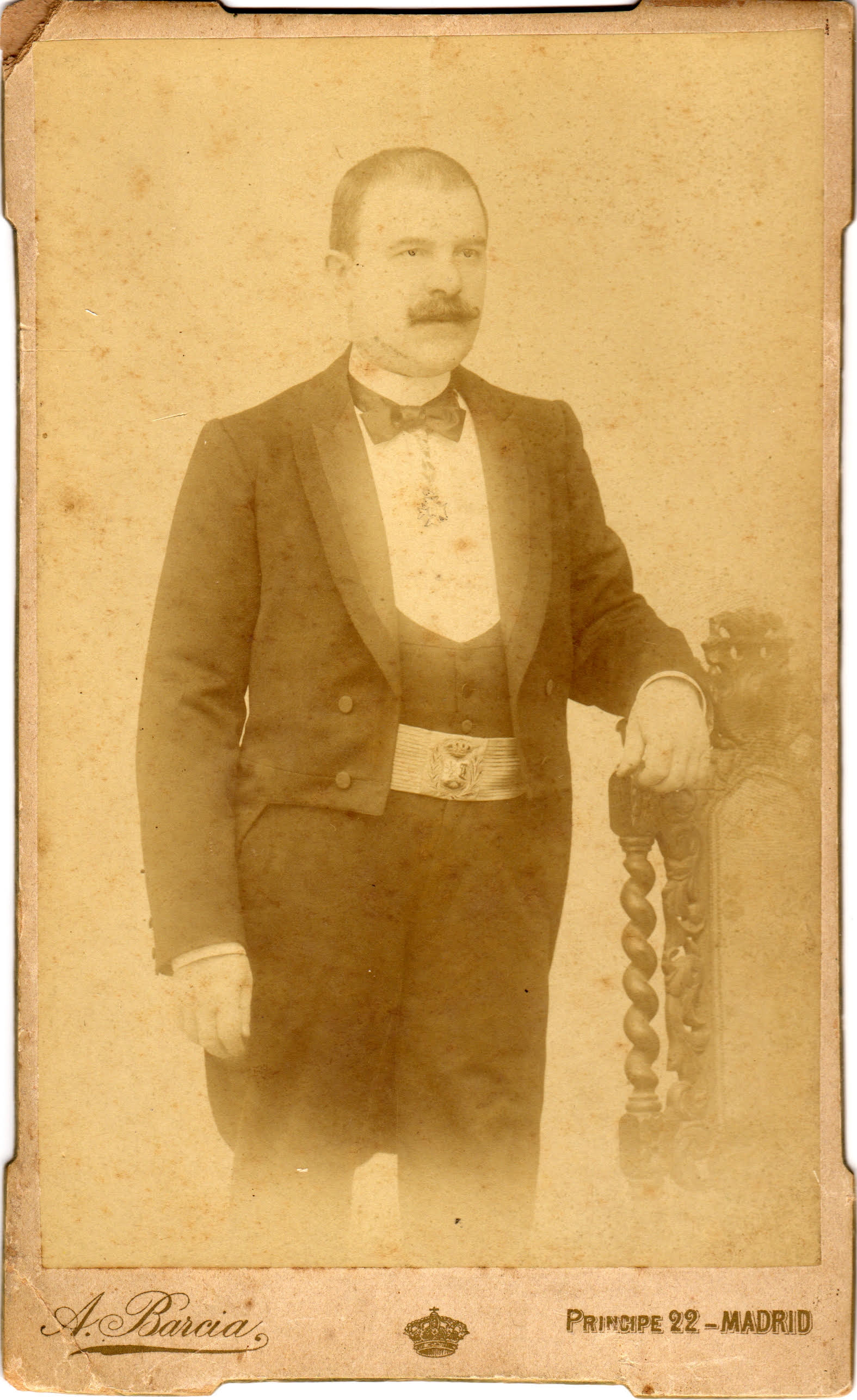
Antonio Munsuri Sainz

## Biografía
Nació en el barrio de Sancides, parroquia de San Esteban, municipio de Karrantza Harana (Vizcaya) el 7 de julio de 1853.
En 1868, tras la muerte de su padre Manuel Munsuri Brena, con 15 años -datos de su expediente de matrimonio- marchó a Madrid y en una década ya se había integrado como sastre en la sociedad madrileña, pues aparece en la prensa de 1879 una reseña sobre un donativo en metálico de 1.5 pesetas que realizó a la Junta de Socorros de Madrid.
Montó un taller de ropa en la calle Mayor 11, si bien su actividad textil no se limitó a ese comercio, sino que era encargado de la confección de los uniformes del Banco de España y de dos colegios.
El 18 de mayo de 1882, junto con algunos patronos madrileños y un grupo de empleados crearon el Centro de Instrucción Comercialdel que en 1883 fue tesorero y un año después inspector de estudios.
Antonio era miembro al Partido Liberal Conservador (fundado por Cánovas del Castillo en 1874).
Se casó con  Castora del Fresno y Leredo el 3 de febrero de 1885 en la Iglesia de San Ginés y abrió una nueva sastrería en la Carrera de San Jerónimo 29 (Madrid).
En los primeros meses de 1894 visitó a la reina regente María Cristina para informarle de la creación del Montepío del Centro de Instrucción Comercial para auxiliar a dependientes del comercio y de la banca en enfermedades, cesantías honrosas e inutilidades físicas. Este montepío se haría extensivo a todos los empleados de comercio, aunque no fuesen socios (1895).
En noviembre de 1894 visitó al Obispo de la diócesis Madrid-Alcalá, José María Justo Cos y Macho para invitarle a la inauguración del curso del Centro de Instrucción Comercial, que en ese momento formaba a 670 alumnos, de los que 173 recibían educación gratuita -meritorios-.
En 1897 Antonio fue nombrado tesorero de la Sociedad de Maestros Sastres La Confianza.
Ese mismo año formó parte de la Comisión del Montepío Comercial integrándose en la Junta directiva del Centro de Instrucción Comercial.
En el mes de mayo de 1899 pasó a ser Concejal del Ayuntamiento de Madrid (Distrito Congreso) y Presidente de la Casa de Socorro del distrito de Congreso.
En el Centro de Instrucción Comercial ocupó el cargo de vicepresidente en enero de 1900 y en marzo el de presidente interino durante un tiempo, ya que el presidente, Eugenio Sainz Romillo quiso dedicarse por completo a la reorganización de la Unión Nacional apareciendo Antonio como presidente en actos públicos.

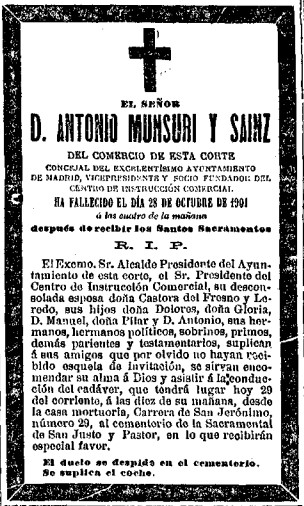
Esquela Antonio Munsuri Sainz. El Liberal (Madrid) 29 de octubre de 1901

El 26 de mayo de 1900 formó parte de la comitiva del Ayuntamiento de Madrid que descubrió una lápida a la memoria de D. Ramón de la Cruz en la calle Cedaceros n.º 1, en la casa donde vivió y murió éste.
En febrero de 1901 participó igualmente en la comitiva municipal en el entierro de Ramón de Campoamor en el Cementerio de San Justo.

El 16 de marzo de 1901, Eugenio Sainz Romillo y Antonio Munsuri, entre otros, se reunieron con el ministro de Gobernación Segismundo Moret con el propósito de conseguir la ley de descanso dominical. Salieron muy satisfechos de la misma, pronto cerrarían los comercios los domingos. En abril apareció en prensa: 
“Según acuerdo tomado en la reunión que los gremios celebraron el lunes, ya es un hecho el cierre de todas las tiendas desde las dos de la tarde del domingo hasta el lunes por la mañana. Sobre este punto ya están de acuerdo la mayoría de los Industriales, faltando sólo un pequeño número, cuya firma recabará el presidente del Centro de Instrucción Comercial, Sr. Sáinz Romillo”.
A finales de abril de 1901 en el Ayuntamiento de Madrid se celebró un banquete en honor de los representantes de la ciudad de Buenos Aires, asistiendo entre otras autoridades Antonio Munsuri.
Murió repentinamente, el 28 de octubre de 1901, de una congestión cerebral y fue enterrado en el Cementerio de San Justo.

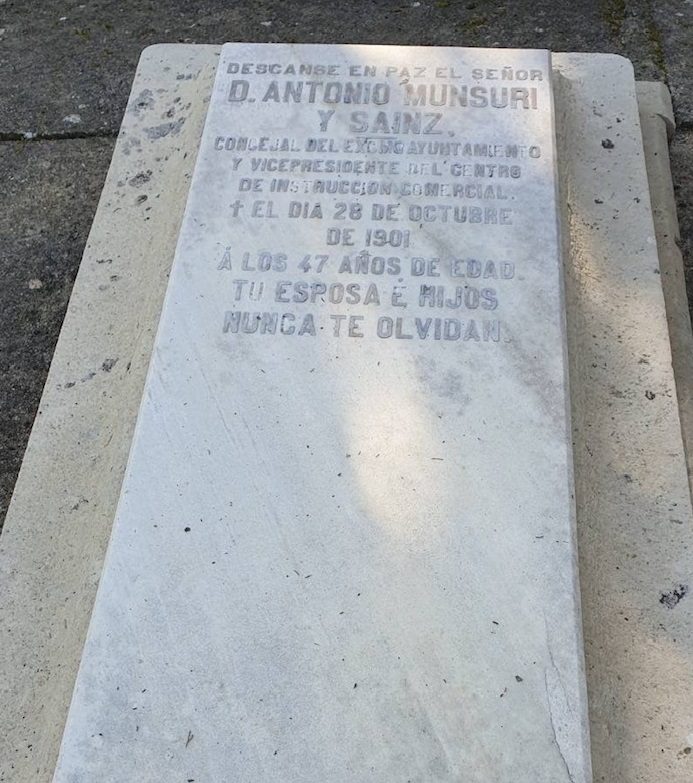
Tumba de Antonio Munsuri Sainz. Cementerio San Justo. Madrid